# Éditions Luce Wilquin
Les Éditions Luce Wilquin sont une maison d'édition belge indépendante, fondée en 1992 par Luce Wilquin née à Boussu le 24 août 1948 et morte à Nieuport le 12 août 2022,,.  
Sa maison d'édition publie des ouvrages de fiction et de création d'auteurs francophones, suisses et belges. Elle propose aussi bien des romans que des nouvelles, des recueils de poésie, des policiers que des monographies, et également des publications au format numérique. 
Les Éditions Luce Wilquin cessent leurs activités en 2018. 

## Description

### Luce Wilquin
Luce Wilquin, née à Boussu le 24 août 1948, fait des études de traduction et d'interprétation à l'Université de Mons.  Puis, tout en travaillant comme enseignante, elle fait des traductions et découvre le monde de l'édition,. 
Elle s'installe ensuite à Lausanne où elle vit pendant vingt ans. En Suisse, elle est responsable des publications pour la Fondation Nestlé pour l’Alimentation, directrice éditoriale chez Edita, puis s'occupe des relations avec la presse et les libraires pour des maisons de distribution et de diffusion. 
Forte d'une longue expérience dans le secteur, elle  fonde sa maison d'édition en 1987, et publie des auteurs francophones suisses, belges et français. Mais, après seulement trois ans, elle doit fermer,. 

### Les éditions Luce Wilquin
En 1992, elle fonde les Éditions Luce Wilquin en Belgique, bien qu'elle vive à Lausanne jusqu'en 1996. C'est une des rares maisons d'édition indépendante. Elle publie des auteurs francophones suisses et belges,. 
Les Éditions Luce Wilquin valorisent les écritures contemporaines et la découverte sous toutes ses formes : Mathilde Alet, Luc Baba, Isabelle Bary, Daniel Charneux, Michel Claise, Valérie Cohen, Jacques De Decker, Nathalie Gassel, Alain Goldschmidt, Françoise Houdart, Aurelia Jane Lee, Valérie Nimal, Patrick Roegiers, Dominique Segalen... 
Le catalogue est constitué des collections suivantes : Sméraldine (romans), Luciole (poches), Noir Pastel (romans noirs), Euphémie (nouvelles), Zobéide (poésie), L'œuvre en lumière (monographies), Hypatie (romans), et compte une centaine d’écrivains belges et suisses mais aussi malgaches, anglais, espagnols[Information douteuse][réf. nécessaire]. 
Luce Wilquin édite la revue Marginales dirigée par Jacques De Decker.
Luce Wilquin se veut éditrice de proximité, cherche le contact avec les textes et leurs auteurs à qui elle laisse une grande liberté.
À partir de 2012, les Éditions Wilquin numérisent une partie de leurs titres. 
Fin 2018, en raison de problèmes de santé, Luce Wilquin met fin aux Éditions Luce Wilquin. Bien que la maison d'édition soit florissante, elle ne trouve pas de repreneur satisfaisant. Les Editions Luce Wilquin ont publié 552 livres, d'auteurs belges et suisses francophones dont plusieurs ont décroché des prix littéraires.
Luce Wilquin décède le 12 août 2022 à Nieuport.

## Auteurs publiés
- Gérard Adam
- Luc Baba
- Thierry Bellefroid
- Isabelle Bary
- Jacques Cels
- Daniel Charneux
- Dominique Costermans
- Kyra Dupont Troubetzkoy
- Véronique Emmenegger
- Françoise Houdart
- Corinne Jaquet
- Alain Lallemand
- Laure Mi Hyun Croset
- Françoise Pirart
- Anne-Frédérique Rochat
- Abigail Seran
- Yves Wellens